# Šlapanice (okres Kladno)
Šlapanice (Duits: Schlappanitz of Schlappanitz in Böhmen) is een Tsjechische gemeente in de regio Midden-Bohemen en maakt deel uit van het district Kladno. Het dorp ligt op 21 km afstand van de stad Kladno en op 11 km ten noorden van Slaný.
Šlapanice telt 194 inwoners (2023).

## Geografie
De gemeente bestaat uit de volgende plaatsen:
- Šlapanice;
- Budeničky.

## Geschiedenis
De eerste schriftelijke vermelding van het dorp dateert van 1318.
Sinds 1960 is Šlapanice een zelfstandige gemeente binnen het district Kladno.
Op 25 april 2018 keurde de Commissie Wetenschap, Onderwijs, Cultuur, Jeugd en Sport het gemeentewapen en dito vlag goed.

## Verkeer en vervoer

### Autowegen
Weg II/118 loopt door de gemeente en verbindt Šlapanice met Slaný enerzijds en Budyně nad Ohří anderzijds.  Weg II/239 verbindt de gemeente met Černčice-Peruc en Černuc.

### Spoorlijnen
Er is geen spoorlijn of station in de gemeente. Het dichtstbijzijnde station is Zlonice, op 4 km afstand. Dat station ligt aan spoorlijn 110 Kralupy nad Vltavou - Slaný - Louny en spoorlijn 095 Vraňany - Libochovice.

### Buslijnen
Er halteren buslijnen naar de volgende bestemmingen: Hospozínek, Praag, Slaný, Velvary en Vraný.

## Bezienswaardigheden
- Sint-Floriaankapel

## Geboren
- Jan Slavík (1885–1978), historicus en archivaris
- Antonín Zázvorka (1866–1937), politicus[5][6]

## Galerĳ

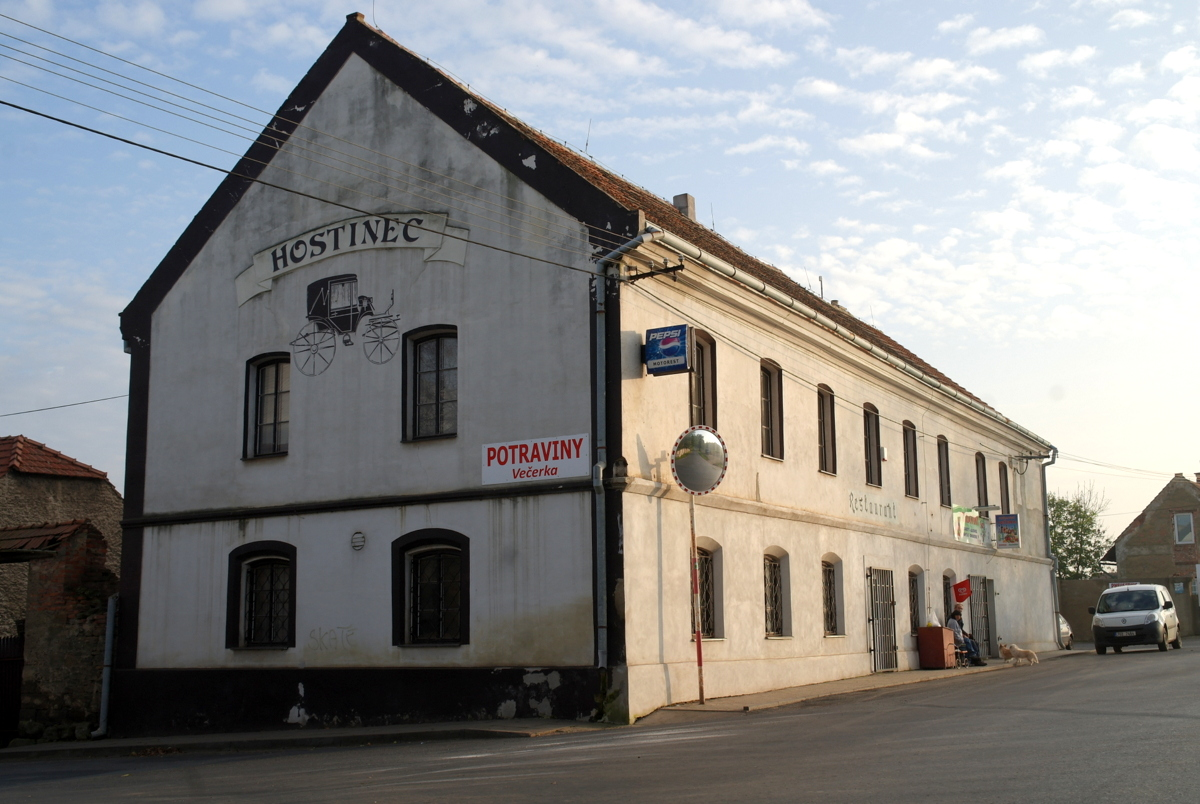
Oud dorpscafé
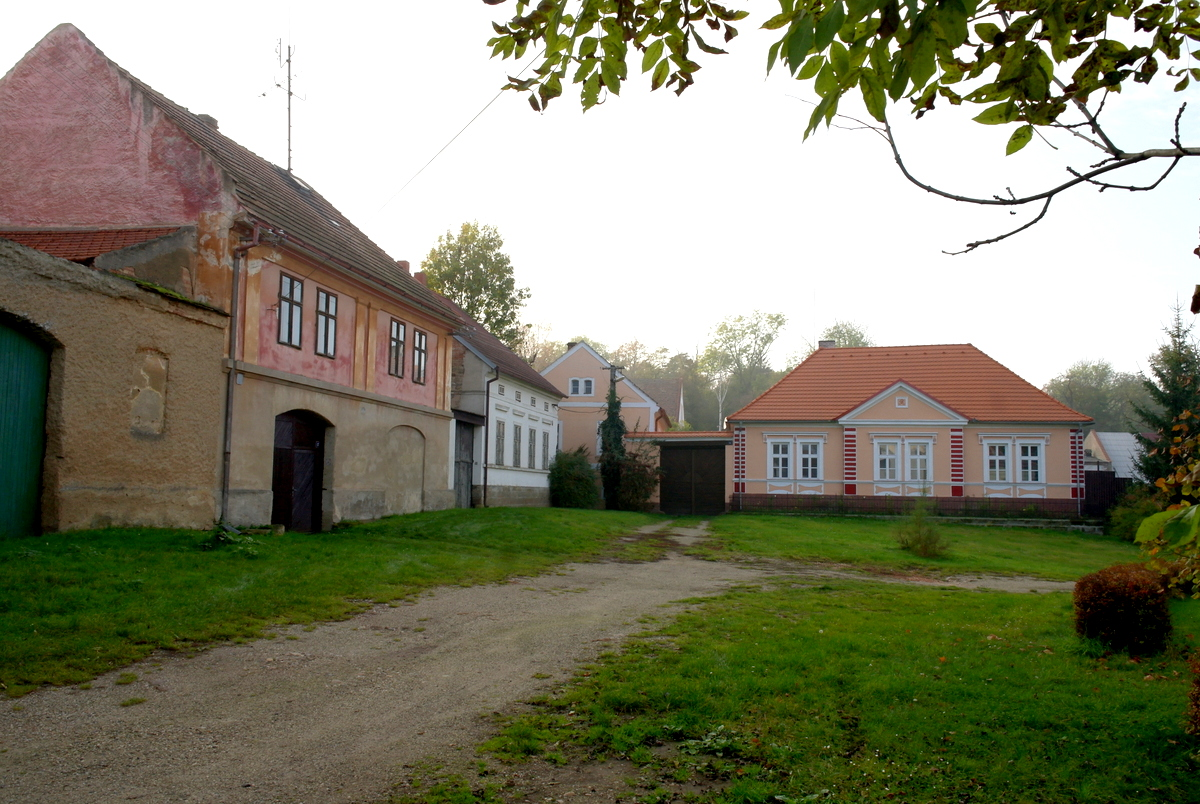
Dorpsplein
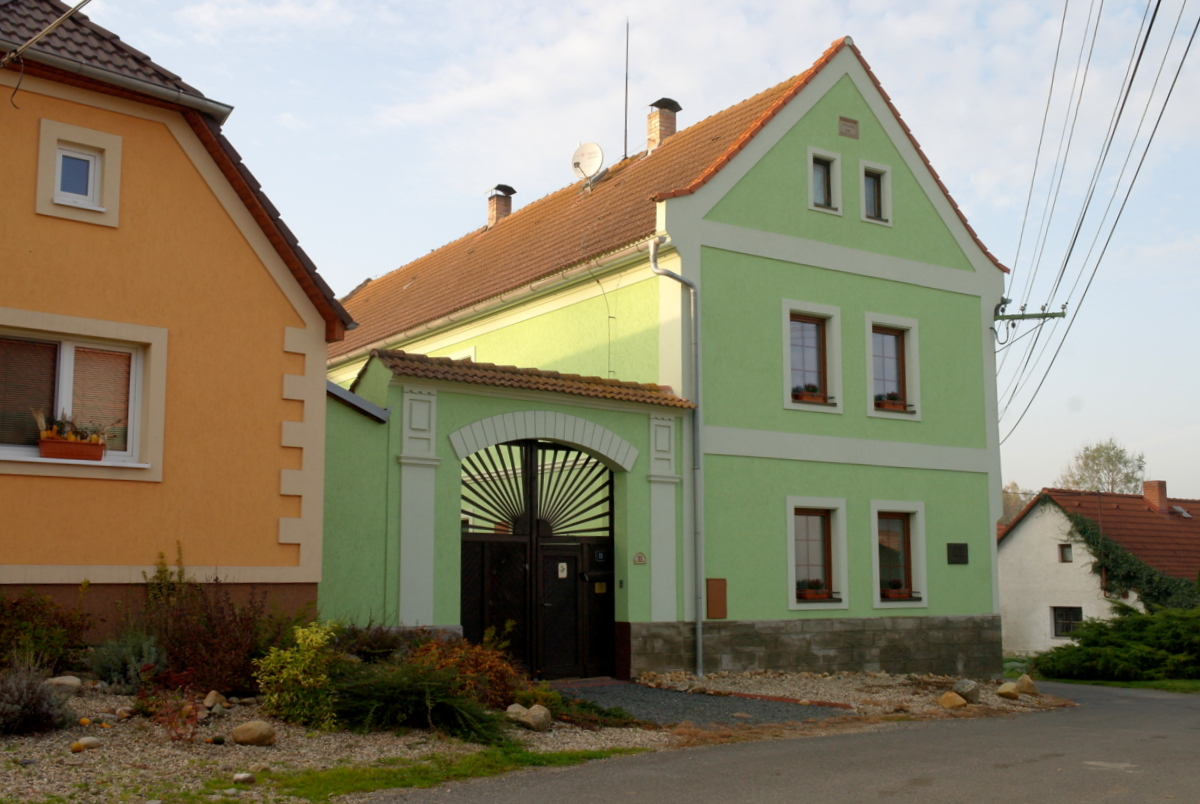
Boerderij (geboortehuis van Jan Slavík)
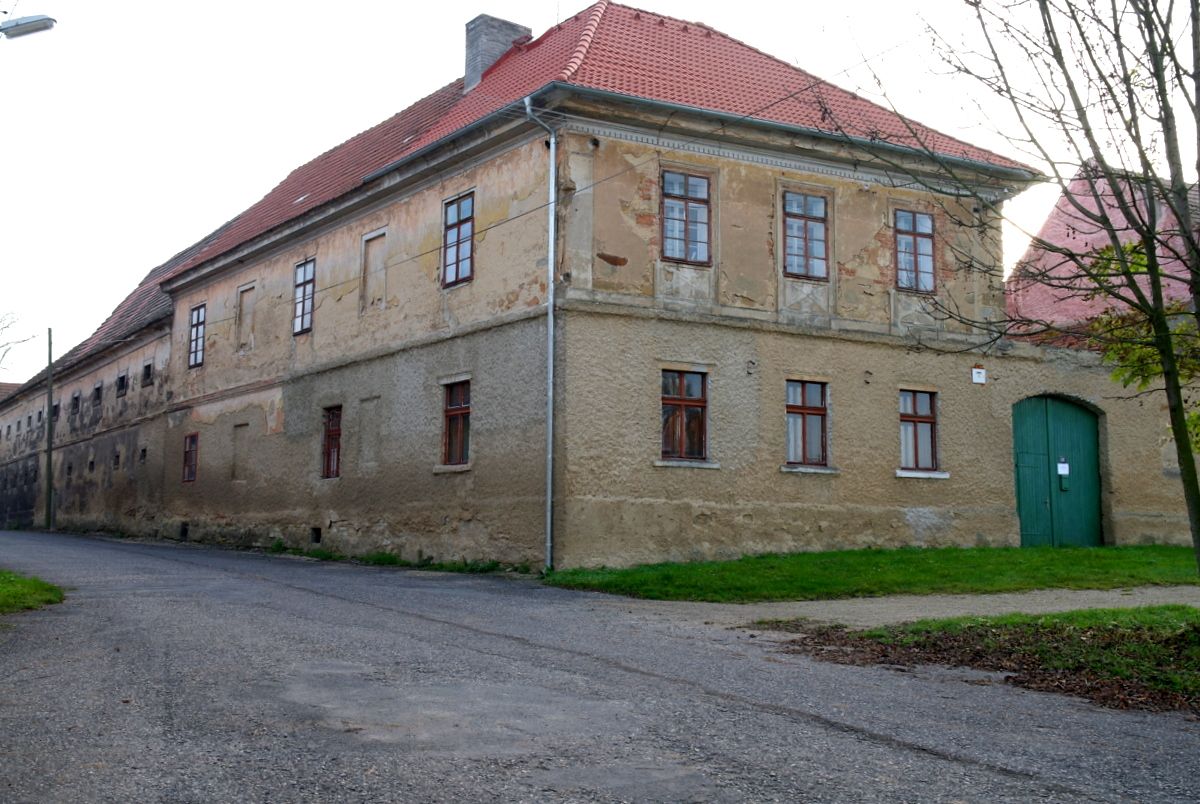
Huis in Šlapanice
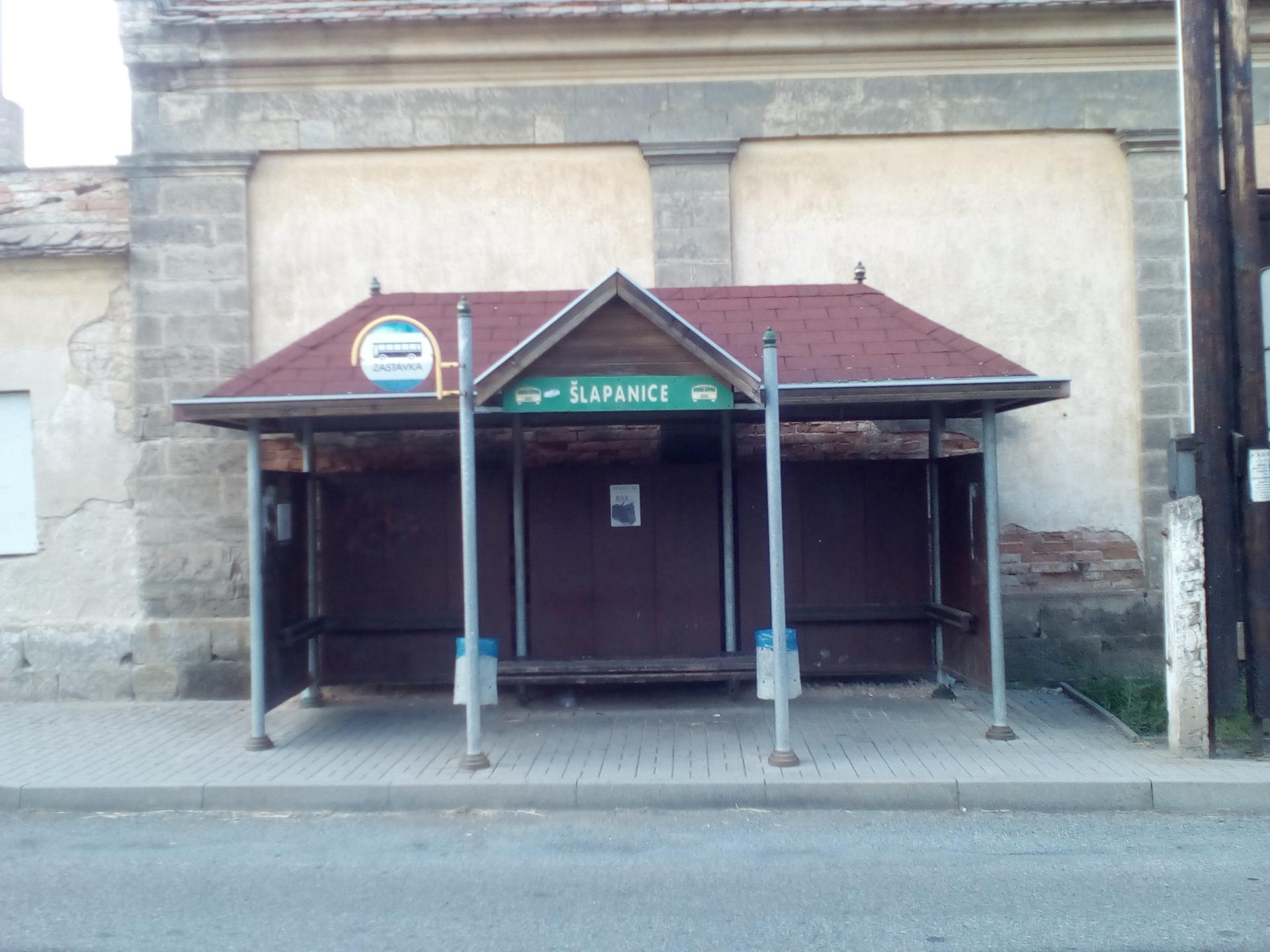
Een van de bushaltes in het dorp
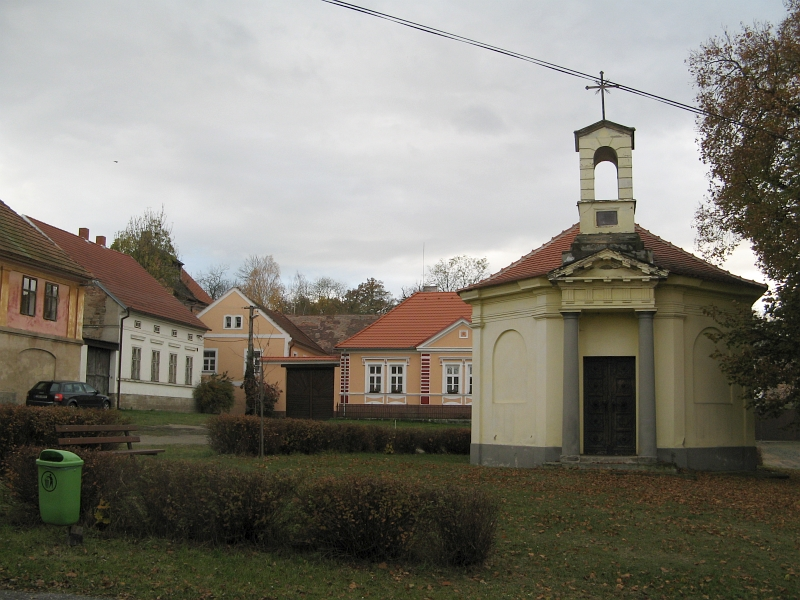
Sint-Floriaankapel (1)
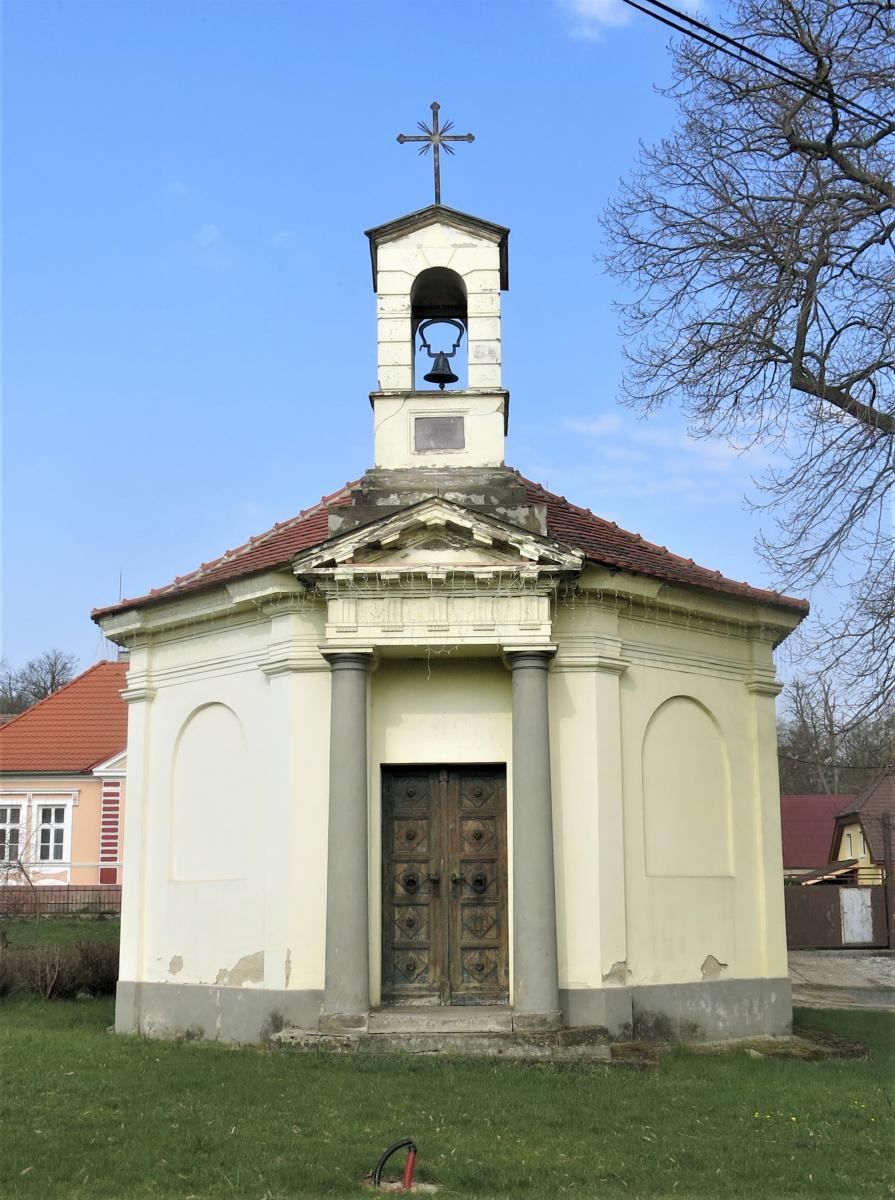
Sint-Floriaankapel (2)
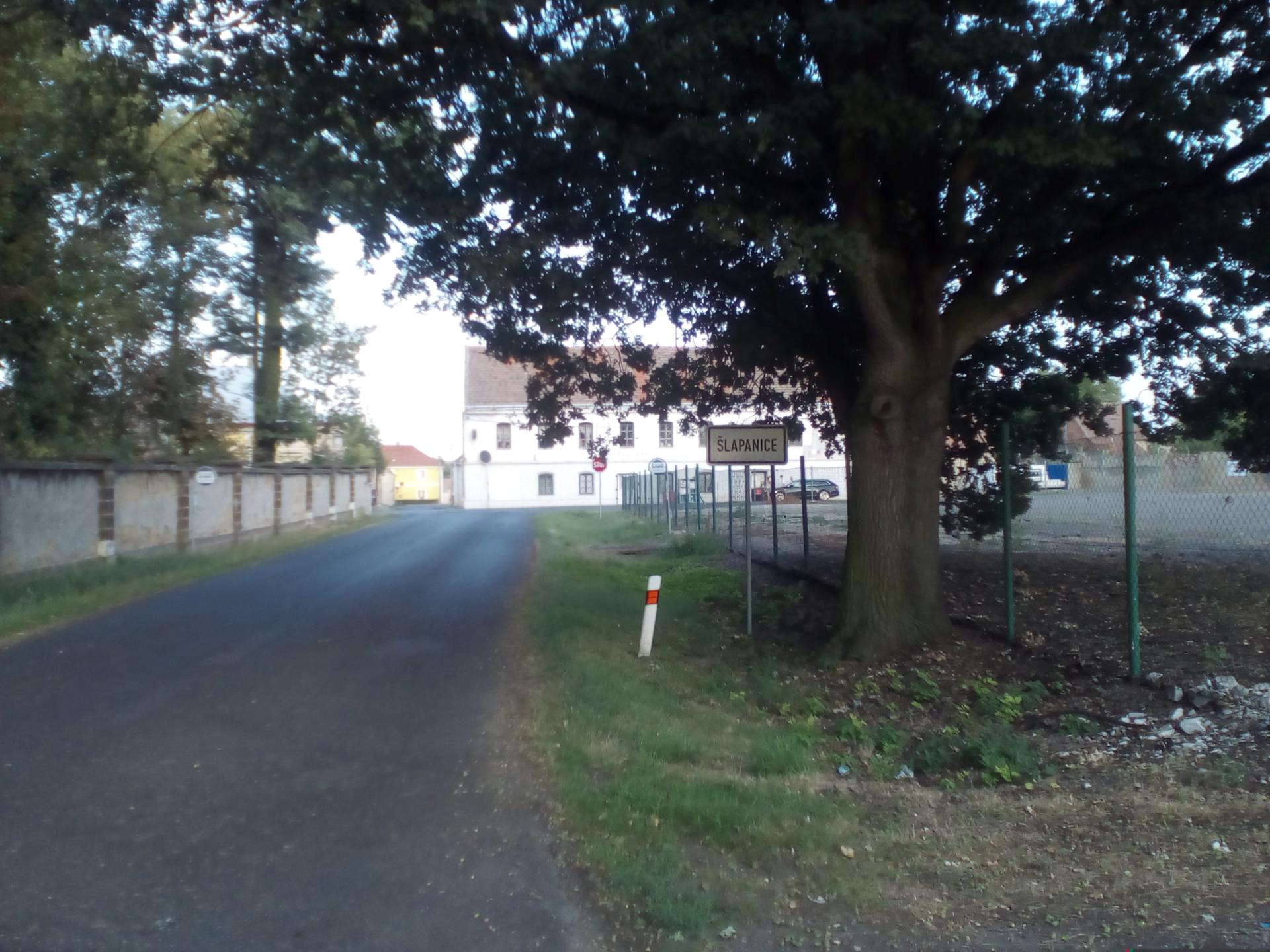
Toegangsweg tot het dorp